# Miracle – Das Wunder von Lake Placid
Miracle – Das Wunder von Lake Placid ist ein US-amerikanischer Sportfilm aus dem Jahr 2004, der unter der Regie von Gavin O’Connor gedreht wurde. Der Film handelt vom sog. „Miracle on Ice“ bei den Olympischen Winterspielen 1980 in Lake Placid, als das Eishockeyteam der USA durch einen völlig unerwarteten Sieg gegen das Eishockeyteam der UdSSR die Goldmedaille gewann.

## Handlung
Zu Hochzeiten der (nicht nur) wirtschaftlichen Krise in den Vereinigten Staaten Ende der 1970er Jahre wird entschieden, dass die USA die Olympischen Sommerspiele 1980 in Moskau boykottieren werden. In Colorado Springs treffen sich zu dieser Zeit die Eishockeyfunktionäre des United States Olympic Committee, um einen Kader für die Olympischen Winterspiele in Lake Placid, bei dem nur Amateure teilnehmen dürfen, zu benennen. Als Kandidat für den Trainerposten gilt Herb Brooks, ein ehemaliger Eishockeyspieler, der 20 Jahre zuvor kurz vor Beginn der Spiele aus dem nachher siegreichen Kader gestrichen wurde, der den Job trotz seiner arroganten Art erhält – allerdings nur, weil weitere Kandidaten abgelehnt haben.
Im Juni 1979 wird ein Auswahlverfahren durchgeführt, um das Team zusammenzustellen. Herb Brooks benennt bereits am ersten Tag 26 Spieler, obwohl er eine Woche Zeit für das Probetraining hat. Der Vorstand hätte zwar gerne andere Spieler dabei, was Herb Brooks jedoch vehement ablehnt.
Beim anschließend beginnenden Training kristallisiert sich schnell heraus, dass es Brooks vor allem um Teamgeist und Schnelligkeit geht, womit er gedenkt, bei Olympia eine gute Rolle spielen zu können. Das führt teilweise zu Unverständnis im Team. Sein Enthusiasmus ist zudem nicht gerade förderlich für die Ehe von Herb Brooks, denn dessen Ehefrau Patti fühlt sich durch sein Engagement vernachlässigt. Herb Brooks reduziert seinen Kader nach und nach von 26 auf 20 Spieler, die er letzten Endes für das olympische Turnier nominieren darf.
Nach einem Straftraining im Anschluss an ein Testspiel in Norwegen verstehen die Spieler, dass sie ihr Land repräsentieren, was Brooks wohlwollend zur Kenntnis nimmt. In der Folge reagiert Brooks erleichtert, als die Entscheidung bekanntgegeben wird, dass die sowjetische Eishockeynationalmannschaft an den Winterspielen teilnehmen wird.
Die Spiele der Vorrunde gestalteten die Amerikaner zu ihren Gunsten. Bis auf ein 2:2 zu Beginn gegen Schweden gewinnen sie alle Spiele: 7:3 gegen die Tschechoslowakei, 5:1 gegen Norwegen, 7:2 gegen Rumänien und 4:2 gegen die BRD. Aufgrund der etwas schlechteren Tordifferenz gegenüber Schweden zieht die Mannschaft als Tabellenzweiter in die Finalrunde aus vier Mannschaften ein, in der man das Vorrundenergebnis mitnimmt. Somit starten die Amerikaner mit einem 2:2 in diese letzten Spiele.
Am 22. Februar 1980 kommt es dann zur Begegnung mit der sowjetischen Nationalmannschaft, das die Mannschaft mit 4:3 für sich entscheiden konnte. Das abschließende Spiel gegen Finnland wird 4:2 gewonnen, so dass die USA in der Finalrunde den ersten Tabellenplatz belegt, was gleichbedeutend mit dem Gewinn der Goldmedaille beim olympischen Eishockeyturnier war.

## Kritik
Während die Rezensionen in Deutschland wenig begeistert ausfielen und Sascha Koebner vom Filmdienst auch die Darstellung der zentralen Figur des Trainers nicht überzeugte,

„Der wenig inspiriert inszenierte und erzählte Sportfilm entwickelt die Erzählstränge nur rudimentär und weiß kaum Interesse an Situaestionen und Charakteren aufzubauen. Auch die zentrale Figur des Trainers bleibt blass und ohne Überzeugungskraft.“

„Trotz starker Eishockey-Szenen inszenierte Regisseur Gavin O’Gonnor die wahre Geschichte um das US-Team von 1980 als triefenden, pathetischen Sportfilm. Der ist zwar von Kurt Russell in der Hauptrolle und echten Eishockey-Profis hervorragend gespielt, aber in vielen Details schlicht zu langatmig und nicht überzeugend in Szene gesetzt wurde. Besonders störend: Die Russen werden hier allesamt als Fieslinge dargestellt.“

war die Bewertung in den Vereinigten Staaten positiver. So findet es Elvis Mitchell in der The New York Times nicht einfach, ein solches allseits bekanntes Sportereignis filmisch umzusetzen, ohne dabei langweilig und kitschig zu werden. Das der Film trotzdem interessant ist, liegt in seiner Einschätzung an der Darstellung des Trainers Herb Brooks durch Kurt Russell. Auch Roger Ebert sieht eher einen Film über einen Coach, als über eine Mannschaft. Wobei darüber gezeigt wird, wie man mit hartem Training zum Erfolg kommt, ohne das dabei die Gegner dämonisiert werden.

„the actual story the picture is based on was so corny and rousing that it hit all the notes many filmmakers would have too much shame to embrace ... Mr. Russell's cagey and remote performance gives Miracle its few breezes of fresh air.“

„"Miracle" is a sports movie that's more about the coach than about the team ... Herb Brooks is a real man (he died in a car accident just after the film was finished), and the movie presents him in all his complexity. It's fascinated by the quirks of his personality and style; we can see he's a good coach, but, like his players, we're not always sure if we like him. That's what's good about the film ... That leaves Kurt Russell and his character Herb Brooks as the center and reason for the film. Although playing a hockey coach might seem like a slap shot for an actor, Russell does real acting here ... It's about practicing hard and winning games. It doesn't even bother to demonize the opponents. When the team finally faces the Soviets, they're depicted as -- well, simply as the other team.“

## Erfolg und Hintergrund
Der Sportfilm konnte bei Produktionskosten von 28 Millionen Dollar in seinem Produktionsland USA 64 Millionen Dollar einspielen, landete damit in der Jahresbilanz der erfolgreichsten Filme in den USA von 2004 auf Rang 47. In Deutschland wurden im gleichen Jahr für den Film über das olympische Eishockeywunder 3960 Kinobesucher gezählt.
Kurt Russell bezeichnet die Darstellung des Eishockeycoaches als ein sehr emotionales Erlebnis. Er war lange Zeit aktiver Baseballspieler und kann deshalb die leidenschaftliche Begeisterung für eine Sportart sehr gut nachvollziehen. Mit Herb Brooks, dem wirklichen Trainer des Wunderteams, war er während der Dreharbeiten des Films im Austausch. Brooks starb kurz nach der Fertigstellung des Films bei einem Autounfall.
Die darstellende Spieler im Film wurden besonders nach ihren Qualitäten im Eishockeyspiel ausgewählt, wobei die wenigsten schauspielerische Erfahrungen aufweisen konnten. Kenneth Mitchell bildet hierbei eine Ausnahme und war auch nach dem Sportfilm weiterhin als Schauspieler erfolgreich, bevor er mit 49 Jahren 2024 verstarb. Mit Joseph Cure und Michael Mantenuto verstarben bereits zwei weitere Spielerdarsteller vor dem 20-jährigen Produktionsjubiläum des Films.